# شریدان (کلرادو)
شریدان (به انگلیسی: Sheridan) شهری در ایالت کلرادو کشور ایالات متحده آمریکا است که جمعیت آن در سرشماری سال ۲۰۱۰ میلادی، ۵٬۶۶۴ نفر بوده‌است.